# Liloan (Cebu)
Pour les articles homonymes, voir Liloan.

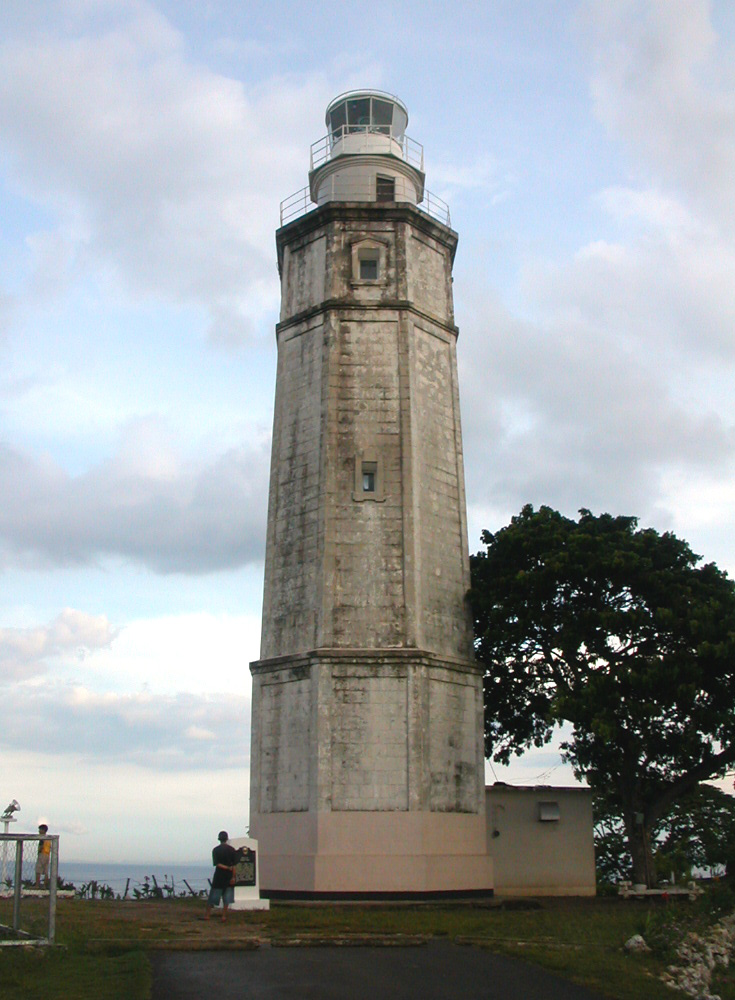
Le phare de la pointe de Bagacay - 17/09/2006

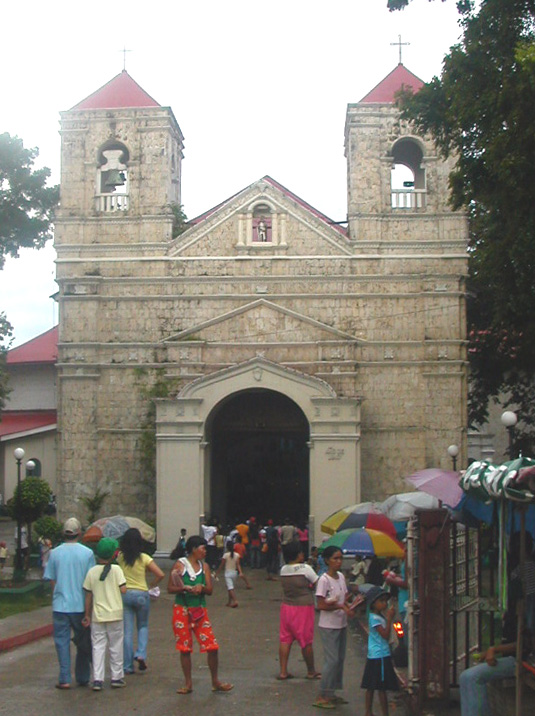
L'église du roi Saint-Fernand de Liloan - 17/09/2006

Liloan est une municipalité de la province de Cebu, au centre-est de l'île de Cebu, aux Philippines.

## Généralités
La municipalité participe à la Métropole de Cebu.
Elle est entourée des municipalités de Consolacion au sud, Compostela au nord, Cebu (ville) à l'ouest et de la Mer des Camotes à l'est.
Elle est administrativement constituée de 14 barangays (quartiers/districts/villages) :
- Cabadiangan
- Calero
- Catarman
- Cotcot
- Jubay
- Lataban
- Mulao
- Poblacion
- San Roque
- San Vicente
- Santa Cruz
- Tabla
- Tayud
- Yati

Sa population en 2019 est d'environ 130 000 habitants.